# Juan Fazzini
Juan Marcio Fazzini (Lombardía, Italia; 27 de octubre de 1940), más conocido como Tano Fazzini, es un periodista deportivo italo-argentino especializado en automovilismo, conocido por su participación en numerosos programas radiales y televisivos.

## Biografía

### Llegada a la Argentina
La familia Fazzini decidió emigrar de Italia a causa de la miseria que dejó como consecuencia la Segunda Guerra Mundial, finalizada en 1945. Fazzini arribó a la Argentina con 6 años de edad y se radicó con su familia en la localidad de Puerto Belgrano, partido de Coronel Rosales, a 30 km de Bahía Blanca.
Es técnico mecánico de profesión y durante 18 años ejerció la docencia en la Escuela Ing. Huergo. Se anotó en el Círculo de Periodistas Deportivos a la edad de 24 años y comenzó a escribir notas sobre automovilismo.

## Trayectoria en el periodismo

### Participación en La Razón
Su primer tarea como periodista deportivo fue cubrir carreras de autos para el diario La Razón, a mediados de la década del 60 y una destacada cobertura del regreso de Juan Domingo Perón

### Comentarista de Víctor Hugo Morales
Durante 11 años trabajó en Radio Continental junto a Víctor Hugo Morales y a Alejandro Apo como comentarista de las transmisiones deportivas de la emisora; tarea que no le fue fácil en sus comienzos —según reconoce él mismo— debido a su gruesa voz.

### Periodista de torneos
En 1996, el empresario Carlos Ávila lo llevó a Radio La Red para comentar las transmisiones de fútbol. 
En Fox Sports fue comentarista de las carreras de Fórmula 1 entre 2002 y 2009. 
A veces está en 90 minutos de fútbol conduccido por el "Pollo" Vignolo. 
También se encuentra en las transmisiones de fútbol de Radio Mitre, en el programa "Super Mitre Deportivo".

### Participación en televisión
En los años comprendidos entre 1987 y 1989 fue panelista del noticiero del Canal 13 y comentarista de las carreras de Fórmula 1 que se disputaron en Argentina entre los años 1995 a 1998 para Telefe y por Fox Sports años 2002 a 2009.

### Reconocimientos
La Fundación Konex le otorgó en 1997 un diploma al mérito en la categoría Deportiva Audiovisual.
Con el fin de rendir homenaje a su valioso aporte para la difusión del deporte en nuestro país y la formación de generaciones de periodistas deportivos, el 9 de diciembre de 2024, el Senado de la Nación Argentina le otorgó un diploma de honor, junto a otros periodistas deportivos.